# Тайгета (спътник)
Тайгета е естествен спътник на Юпитер. Открит е от екипа от астрономи Скот Шепърд, Дейвид Джуит, Янга Фернандез и Юджийн Маниер на 23 ноември 2000 г. Първоначалното означение на спътника е S/2000 J 9. Спътникът носи името на фигурата от древногръцката митология Тайгета.
Тайгета е малко по размери тяло с диаметър от 5 km и се намира на ретроградна орбита около Юпитер. Принадлежи към групата на Карме.